# (3073) Koursk
(3073) Koursk (internationalement (3073) Kursk) est un astéroïde de la ceinture principale.

## Description
(3073) Koursk est un astéroïde de la ceinture principale. Il fut découvert le 24 septembre 1979 à Naoutchnyï par Nikolaï Tchernykh. Il présente une orbite caractérisée par un demi-grand axe de 2,24 UA, une excentricité de 0,14 et une inclinaison de 5,0° par rapport à l'écliptique.

## Compléments